# 1728 en santé et médecine
| Années de la santé et de la médecine : 1725 - 1726 - 1727 - 1728 - 1729 - 1730 - 1731    |
| Décennies de la santé et de la médecine : 1690 - 1700 - 1710 - 1720 - 1730 - 1740 - 1750 |

Cet article présente les faits marquants de l'année 1728 en santé et médecine.

## Événements
- Adrien Helvétius devient premier médecin de la reine Marie Leszczynska[1]

## Publication
- Parution de l’œuvre majeure de Pierre Fauchard (1677 ou 1678-1761), Le Chirurgien dentiste, ou Traité des dents, t. 2, Paris, Jean Mariette, 1728, 1re éd. (lire en ligne), première compilation des connaissances de l'époque en odontologie.

## Naissances

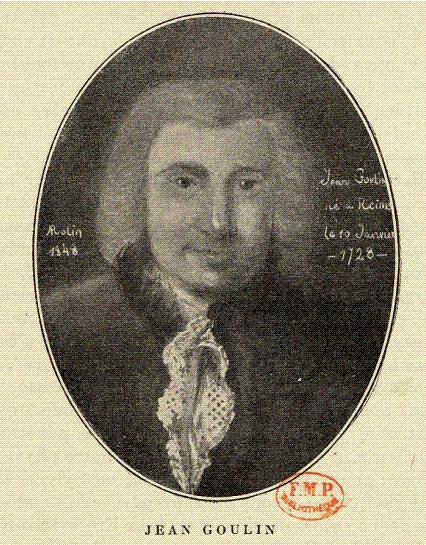
Portrait de Jean Goulin, dessiné au crayon, conservé dans la collection de M. O. Guelliot du musée de Reims (Marne)

- 10 janvier : Jean Goulin (mort en 1799), encyclopédiste et professeur d’histoire médicale à l’École de médecine de Paris[2].
- 13 février : John Hunter (mort en 1793), chirurgien écossais. Souffrant d'angine de poitrine, il meurt d'un infarctus du myocarde après une réunion tendue du conseil d'administration de son hôpital[3].
- 20 mars : Samuel Auguste Tissot (mort en 1797), médecin suisse[4].
- 16 avril : Joseph Black (mort en 1799), physicien, chimiste et professeur de médecine écossais[5].
- 23 septembre : Carlo Allioni (mort en 1804), médecin italien[6].

## Décès
- 8 juin : Daniel Le Clerc (né en 1652), médecin et personnalité politique suisse, pionnier de l'histoire de la médecine[7].
- 26 juillet : John Freind (né en 1675), médecin, chimiste et homme politique anglais[8].